# Wipeout HD
Wipeout HD, i marknadsföringssammanhang skrivet WipEout HD, är ett nedladdningsbart datorspel till Playstation 3 från 2008. Det är det första Wipeout-spelet till Playstation 3 och kan spelas i Full HD (1080p). 

## Tillägg
Den 23 juli 2009 världen över så släpptes ett tillägg till spelet med namnet Wipeout HD Fury. I paketet ingår åtta stycken nya banor från Wipeout Pulse och Wipeout Pure (omgjorda till Full HD), 13 stycken nya skeppsmodeller och tre stycken nya spellägen. De tre nya spellägena heter Eliminator, Detonator och Zone Battle.